# Ратленд (Вермонт)
Ратленд (англ. Rutland) — місто (англ. city) в США, окружний центр округу Ратленд штату Вермонт. Населення — 15 807 осіб (2020). Ратленд — друге за чисельністю населення місто Вермонта.

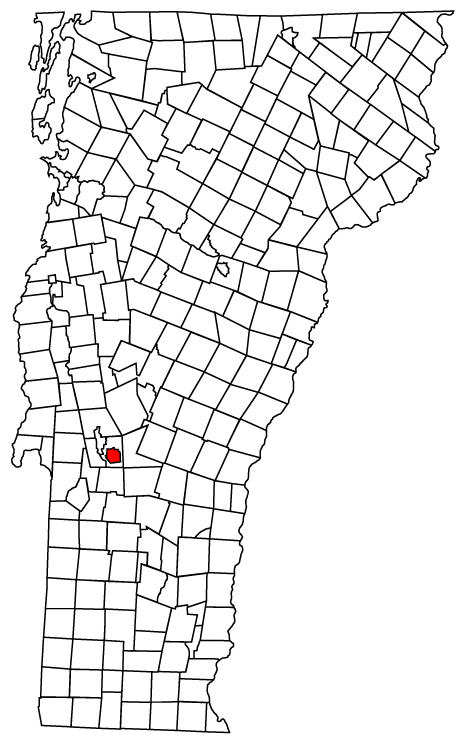
Ратленд на мапі штату Вермонт

Ратленд розташоване приблизно за 110 км (70 миль) на північ від межі з Массачусетсом і за 48 км (30 миль) на схід від межі штату Нью-Йорк. Ратленд повністю оточене Ратленд-Тавн (town of Rutland), який є окремим муніципалітетом. Центральна частина міста входить як історичний район (а historic district) в Національний реєстр історичних місць США.

## Географія
Ратленд розташований за координатами 43°36′35″ пн. ш. 72°58′40″ зх. д. / 43.60972° пн. ш. 72.97778° зх. д. (43.609670, -72.977788). За даними Бюро перепису населення США в 2010 році місто мало площу 19,90 км², з яких 19,57 км² — суходіл та 0,33 км² — водойми.

### Клімат
| Клімат : Ратленд             | Клімат : Ратленд | Клімат : Ратленд | Клімат : Ратленд | Клімат : Ратленд | Клімат : Ратленд | Клімат : Ратленд | Клімат : Ратленд | Клімат : Ратленд | Клімат : Ратленд | Клімат : Ратленд | Клімат : Ратленд | Клімат : Ратленд | Клімат : Ратленд |
| Показник                     | Січ.             | Лют.             | Бер.             | Квіт.            | Трав.            | Черв.            | Лип.             | Серп.            | Вер.             | Жовт.            | Лист.            | Груд.            | Рік              |
| Абсолютний максимум, °C      | 21,1             | 19,4             | 30,0             | 33,3             | 33,9             | 35,0             | 38,9             | 36,7             | 33,3             | 30,0             | 26,1             | 20,6             | 38,9             |
| Середній максимум, °C        | −1,7             | 0,0              | 5,6              | 13,3             | 20,0             | 24,4             | 26,7             | 25,6             | 20,6             | 14,4             | 7,8              | 1,1              | 13,3             |
| Середній мінімум, °C         | −13,3            | −12,2            | −7,2             | 0,0              | 5,6              | 11,1             | 13,9             | 12,8             | 7,8              | 1,7              | −2,8             | −8,9             | 0,6              |
| Абсолютний мінімум, °C       | −41,7            | −32,2            | −28,9            | −15              | −4,4             | 0,0              | 3,9              | 0,6              | −4,4             | −8,9             | −18,3            | −30,6            | −41,7            |
| Норма опадів, мм             | 65               | 57               | 70               | 73               | 94               | 101              | 121              | 103              | 94               | 97               | 83               | 71               | 1046             |
| ---------------------------- | ---------------- | ---------------- | ---------------- | ---------------- | ---------------- | ---------------- | ---------------- | ---------------- | ---------------- | ---------------- | ---------------- | ---------------- | ---------------- |
| Джерело: The Weather Channel |                  |                  |                  |                  |                  |                  |                  |                  |                  |                  |                  |                  |                  |

## Демографія
Згідно з переписом 2010 року, у місті мешкало 16 495 осіб у 7404 домогосподарствах у складі 3910 родин. Густота населення становила 829 осіб/км². Було 8082 помешкання (406/км²).
Расовий склад населення:
| - 95,9 % — білих - 0,8 % — чорних або афроамериканців - 0,8 % — азіатів - 0,3 % — корінних американців |

До двох чи більше рас належало 1,8 %. Частка іспаномовних становила 1,5 % від усіх жителів.
За віковим діапазоном населення розподілялося таким чином: 19,5 % — особи молодші 18 років, 63,3 % — особи у віці 18—64 років, 17,2 % — особи у віці 65 років та старші. Медіана віку мешканця становила 42,9 року. На 100 осіб жіночої статі у місті припадало 93,4 чоловіків; на 100 жінок у віці від 18 років та старших — 90,3 чоловіків також старших 18 років.
Середній дохід на одне домашнє господарство становив 56 091 долар США (медіана — 41 345), а середній дохід на одну сім'ю — 68 321 долар (медіана — 52 239). Медіана доходів становила 45 160 доларів для чоловіків та 31 381 долар для жінок. За межею бідності перебувало 17,1 % осіб, у тому числі 25,2 % дітей у віці до 18 років та 10,3 % осіб у віці 65 років та старших.
Цивільне працевлаштоване населення становило 7768 осіб. Основні галузі зайнятості: освіта, охорона здоров'я та соціальна допомога — 27,4 %, роздрібна торгівля — 13,8 %, мистецтво, розваги та відпочинок — 12,2 %.

## Відомі особистості
У поселенні народився:
- Джим Джеффордс (1934—2014) — американський політик.

## Міста-побратими
Ishidoriya, Японія, префектура Івате

## Галерея

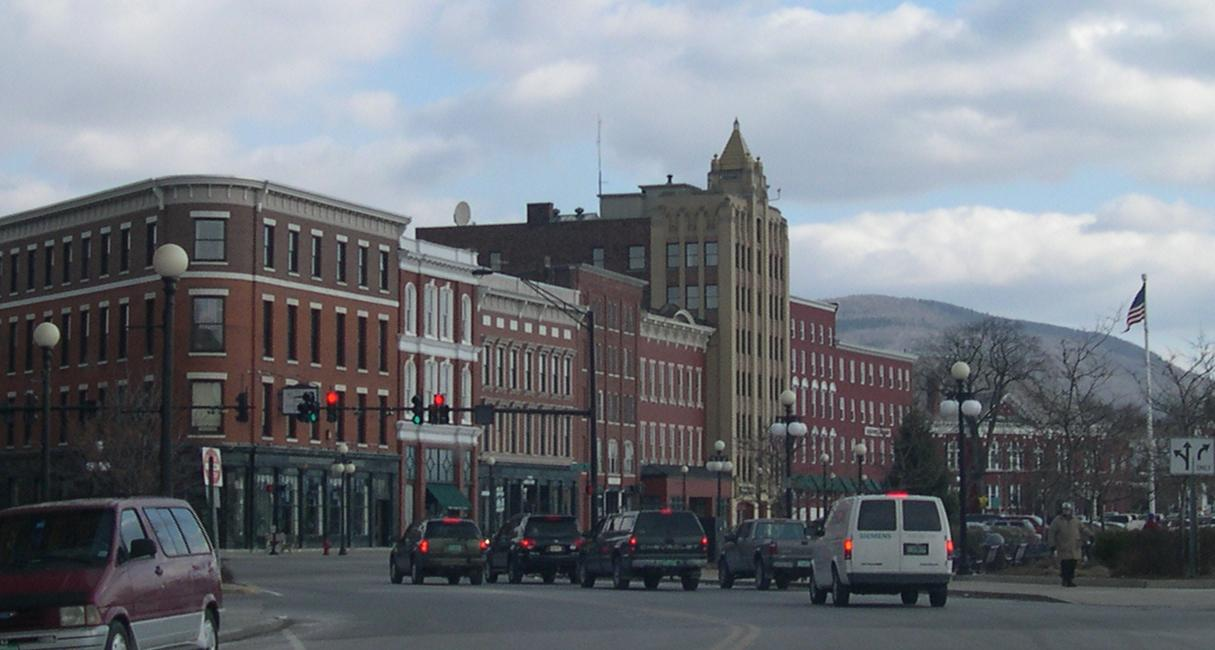
Історичний центр міста
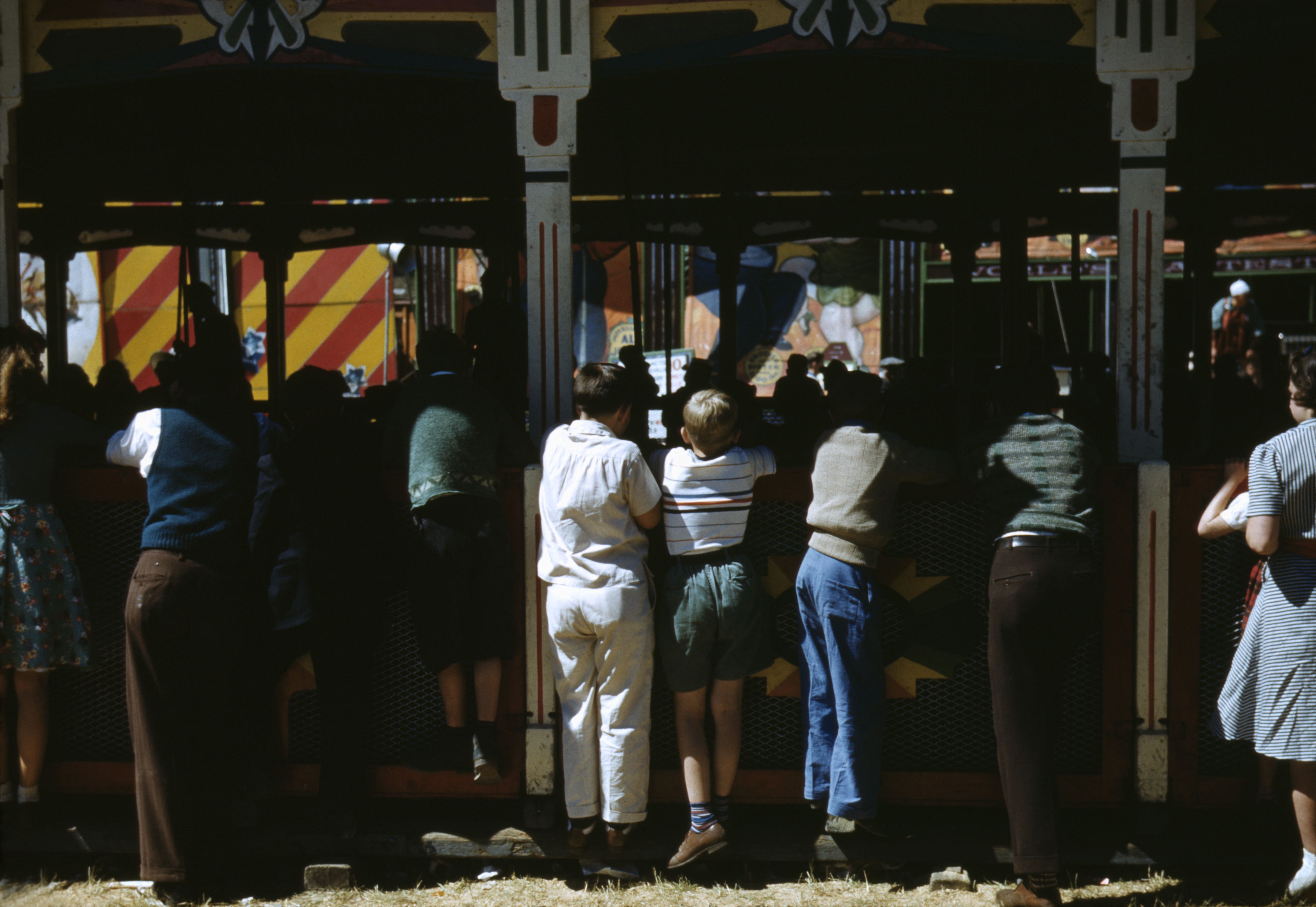
На ярмарку шатату, 1941, Джек Делано